# Túcume
Túcume è un sito pre-ispanico situato in Perù. Si estende su una superficie di oltre 540 acri (220 ha) e comprende 26 piramidi. L'area è denominata anche Purgatorio da parte del popolo che lo ospita.
Il sito era un importante centro regionale, occupata dai Sican (800-1350), Chimú (1350-1450) e Inca (1450-1532).